# 하쿠타정
하쿠타정(伯太町)은 시마네현 동부, 돗토리현과 접했던 정이며, 노기군에 속했다.
2004년 10월 1일, 야스기시, 노기군 히로세정과 신설합병해 신 야스기시가 되어 현재에 이르고 있다.

## 지리
시마네 현의 동쪽 끝에 위치한다

## 역사
- 1952년 11월 3일 - 야스다촌·모리촌·이지리촌이 합병해 하쿠타촌이 성립하였다.
- 1954년 4월 1일 - 아카야촌을 편입하였다.
- 1956년 1월 1일 - 하쿠타촌이 정으로 승격해 하쿠타정이 되었다.
- 2004년 11월 1일 - 야스기시, 히로세정과 합병해 새로운 야스기시가 성립하였다. 동일 하쿠타정은 폐지되었다.

## 교통

### 도로
- 돗토리 현도·시마네 현도 1호선 미조구치 하쿠타선
- 시마네 현도·돗토리 현도 9호선 야스라이 하쿠타 니치난선
- 돗토리 현도·시마네 현도 101호선 요나고 하쿠타선
- 돗토리 현도·시마네 현도 102호선 요나고 히로세선
- 돗토리 현도·시마네 현도 104호선 니시에키 하쿠타선
- 돗토리 현도·시마네 현도 105호선 혼야마 하쿠타선
- 돗토리 현도·시마네 현도 106호선 이타리 하쿠타선
- 시마네 현도 258호선 구사노요코다선